# يوسف أحمد صفر
يوسف أحمد صفر البلوشي (مواليد 17 مايو 1989) لاعب كرة قدم إماراتي يجيد اللعب كلاعب وسط مع نادي عجمان في دوري الخليج العربي الإماراتي . 
لعب سابقاً في نادي دبي .

## روابط خارجية
- يوسف أحمد صفر على موقع Soccerway.com (الإنجليزية)

يوسف أحمد صفر